# Arturo Rivera y Damas
Arturo Rivera y Damas SDB (* 30. September 1923 in San Esteban Catarina, El Salvador; † 26. November 1994 in San Salvador) war Erzbischof von San Salvador.

## Leben
Arturo Rivera trat der Ordensgemeinschaft der Salesianer Don Boscos bei und empfing am 19. September 1953 die Priesterweihe.
1960 wurde er von Papst Johannes XXIII. zum Titularbischof von Legia ernannt und zum Weihbischof im Erzbistum San Salvador bestellt. Die Bischofsweihe spendete ihm der Erzbischof von San Salvador Luis Chávez y González; Mitkonsekratoren waren sein Amtsvorgänger Weihbischof Pedro Arnoldo Aparicio y Quintanilla SDB, und Weihbischof Rafael Valladares y Argumedo.
1977 wurde Arturo Rivera y Damas von Paul VI. zum Bischof des Bistums Santiago de María ernannt. 1983 erfolgte die Ernennung zum Erzbischof des Erzbistums San Salvador; er trat die Nachfolge des ermordeten Óscar Romero an. Ohne sich einschüchtern zu lassen, führten er und sein Weihbischof, Gregorio Rosa Chávez, Romeros Praxis fort, in den Sonntagspredigten Gewalt und Unrecht im Lande anzusprechen und die Namen der Opfer zu nennen. Daraufhin wurde er von Rechtsradikalen, darunter der Brigada Anti-Comunista Maximiliano Hernández, einer Todesschwadron, bedroht. Rivera forderte die Reagan-Regierung auf, ihre Einmischung in Mittelamerika zu beenden und die Konflikte in El Salvador und seinen Nachbarländern nicht weiter zu verschärfen.
Von 1983 bis zum Friedensabkommen 1992 war Bischof Rivera zusammen mit dem Bischof des ecuadorianischen Bistums Santo Domingo de los Colorados, dem Deutschen Emil Stehle, aktiv an Vermittlungen zur Beendigung des Bürgerkrieges mit der Guerilla-Organisation FMLN beteiligt. Dafür wurde er zusammen mit Bischof Stehle 1994 für den Friedensnobelpreis vorgeschlagen.
Bischof Rivera starb 1994 an den Folgen eines Herzinfarkts.

## Auszeichnungen
- 1982 Shalom-Preis